# Liste der Staatsoberhäupter 1816
Übersicht
◄◄ | ◄ | 1812 | 1813 | 1814 | 1815 | Liste der Staatsoberhäupter 1816 | 1817 | 1818 | 1819 | 1820 | ► | ►►

Weitere Ereignisse

## Afrika
- Ägypten
  - Vizekönig und osmanischer Pascha: Muhammad Ali Pascha (1805–1848)
- Äthiopien
  - Kaiser: Egwala Seyon (1801–1818)
- Burundi
  - König: Ntare IV. Rugamba (ca. 1796–ca. 1850)
- Dahomey
  - König: Adandozan (1797–1818)
- Marokko (Alawiden-Dynastie)
  - Sultan: – Mulai Sulaiman (1792–1822)
- Ruanda
  - König: Mutara II. (1802–1853)
- Tunesien (Husainiden-Dynastie)
  - Sultan: Mahmud Bey (1814–1824)

## Amerika

### Nordamerika
- Mexiko (umstritten)
  - Vizekönig Félix María Calleja del Rey (1813–1816)
  - Vizekönig Juan Ruiz de Apodaca (1816–1821)
- Vereinigte Staaten von Amerika
  - Staats- und Regierungschef: Präsident James Madison (1809–1817)

### Mittelamerika
- Haiti (umstritten)
  - Herrscher: König Heinrich I. (1806–1820)

### Südamerika
- Brasilien
  - Königin Maria I. (1815–1816), entmündigt deshalb für sie Prinzregent Johann
  - König Johann VI. (1816–1822)
- Chile (umstritten, besetzt durch Spanien)
  - Staats- und Regierungschef: (vakant)
- Neugranada (umstritten, heute Kolumbien)
  - spanischer Gouverneur und Generalkapitän: Francisco Montalvo y Ambulodi (1813–1816, 1816–1818 als Vizekönig)
  - Staats- und Regierungschef:
    - Präsident Camilo Clemente Torres Tenorio (1815–14. März 1816)
    - Präsident José Fernández Madrid (14. März–22. Juni 1816)
    - Präsident Liborio Mejía (22. Juni–10. Juli 1816)
- Paraguay (umstritten)
  - Staats- und Regierungschef: Konsul Gaspar Rodríguez de Francia (1814–1840)
- Vizekönigreich Peru
  - Vizekönig: José Fernando Abascál y Sousa (1806–1816)
  - Vizekönig: Joaquín de la Pezuela (1816–1821)
- Río de la Plata (umstritten bis 9. Juli, heute Argentinien)
  - Staats- und Regierungschef:
    1. Oberster Direktor Ignacio Álvarez Thomas (1815–16. April 1816)
    2. Oberster Direktor Antonio González Balcarce (16. April–9. Juli 1816)
    3. Oberster Direktor Juan Martín de Pueyrredón (9. Juli 1816–1819)
- Venezuela
  - Staats- und Regierungschef: ?

## Asien
- Abu Dhabi
  - Scheich: Shakhbut bin Dhiyab (1793–1816)
  - Scheich: Muhammad bin Shakhbut (1816–1818)
- Afghanistan
  - König: Mahmud Schah (1801–1803) (1809–1818)
- China (Qing-Dynastie)
  - Kaiser: Jia Qing (1796–1820)
- Japan
  - Kaiser: Kokaku (1780–1817)
  - Shōgun (Tokugawa): Tokugawa Ienari (1786–1837)
- Korea (Joseon)
  - König: Sunjo (1800–1834)
- Persien (Kadscharen-Dynastie)
  - Schah: Fath Ali (1797–1834)
- Thailand
  - König: Rama II. (1809–1824)

## Europa
- Andorra
  - Co-Fürsten:
    - König von Frankreich: Ludwig XVIII. (1814–1824)
    - Bischof von Urgell: Francesc Antoni de la Dueña y Cisneros (1797–23. September 1816)
- Dänemark
  - König: Friedrich VI. (1808–1839) (1808–1814 König von Norwegen)
- Deutscher Bund
  - Österreich
    - Kaiser: Franz I. (1804–1835)

  - Preußen
    - König: Friedrich Wilhelm III. (1797–1840)

  - Anhalt-Bernburg
    - Herzog: Alexius Friedrich Christian (1796–1834) bis 1807 Fürst

  - Fürstentum Anhalt-Dessau
    - Herzog: Leopold III. (1751–1817) bis 1807 Fürst

  - Fürstentum Anhalt-Köthen:
    - Herzog: Ludwig August (1812–1818)

  - Baden
    - Großherzog: Karl Ludwig Friedrich (1811–1818)

  - Bayern
    - König: Maximilian I. (1799–1825) bis 1805 Kurfürst

  - Braunschweig
    - Herzog: Karl II. (1815–1831)

  - Bremen
    - Bürgermeister: Georg Gröning (1814–1821)

  - Frankfurt
    - Älterer Bürgermeister: Johann Wilhelm Metzler (1816–1817) (1819) (1823)

  - Hamburg
    - Bürgermeister: Daniel Lienau (1798–1811) (1813–5. Juni 1816)
    - Bürgermeister: Friedrich von Graffen (1801–1811) (1813–1820)
    - Bürgermeister: Wilhelm Amsinck (1802–1811) (1813–1831)
    - Bürgermeister: Johann Arnold Heise (1807–1811) (1813–1834)
    - Bürgermeister: Christian Matthias Schröder (12. Juni 1816–1821)

  - Hannover (Personalunion mit Großbritannien 1815–1837)
    - König: Georg III. (1815–1820) (entmündigt unter Regentschaft)
      - Regent: Georg August Friedrich (1815–1830) (ab 1820 König)

  - Hessen-Darmstadt
    - Großherzog: Ludwig I. (1790–1830) (1790–1806 Landgraf)
      - Präsident des Gesamt-Ministeriums: Friedrich August Freiherr von Lichtenberg (1805–1819)

  - Hessen-Kassel
    - Kurfürst: Wilhelm I. (1785–1806) (1815–1821) bis 1803 Landgraf

  - Hohenzollern-Hechingen
    - Fürst: Friedrich (1810–1838)

  - Hohenzollern-Sigmaringen
    - Fürst: Anton Aloys (1785–1831)

  - Holstein und Lauenburg (Personalunion mit Dänemark 1815–1864)
    - Herzog: Friedrich VI. (1815–1839)

  - Liechtenstein
    - Fürst: Johann I. Josef (1805–1836)

  - Lippe
    - Fürst: Leopold II. (1802–1851) unter Vormundschaft
    - Regentin: Fürstin Pauline zur Lippe (1802–1820)

  - Lübeck
    - Bürgermeister: Johann Caspar Lindenberg,
    - Bürgermeister: Johann Matthaeus Tesdorpf (1806, 1813–1824)
    - Bürgermeister: Christian Adolph Overbeck (1814–1821)

  - Luxemburg (Personalunion mit den Niederlanden 1815–1890)
    - Großherzog: Wilhelm I. (1815–1840)

  - Mecklenburg-Schwerin
    - Großherzog: Friedrich Franz I. (1785–1837) (bis 1815 Herzog)
      - Geheimerratspräsident: August Georg Freiherr von Brandenstein (1808–1836)

  - Mecklenburg-Strelitz
    - Großherzog:  Karl II. (1794–1816) (bis 1815 Herzog)
    - Großherzog: Georg (1816–1860)
      - Staatsminister: August von Oertzen (1810–1836)

  - Nassau
    - Herzog: Friedrich August (1806–1816) (1803–1806 Fürst von Nassau-Usingen)
    - Herzog: Wilhelm (1816–1839)
      - Staatsminister: Ernst Franz Ludwig Marschall von Bieberstein (1806–1834)

  - Oldenburg
    - Großherzog:  Peter Friedrich Wilhelm (1785–1823) (entmündigt unter Vormundschaft; bis 1815 Herzog)
      - Regent: Peter Friedrich Ludwig (1785–1823) (1823–1829 (Groß)herzog von Oldenburg; 1785–1803 Bischof von Lübeck)
        - Staatsminister: Karl Ludwig Friedrich Josef von Brandenstein (1814–1842)

  - Reuß ältere Linie:
    - Fürst: Heinrich XIII. (1800–1817)

  - Reuß-Ebersdorf
    - Fürst: Heinrich LI. (1797–1822) bis 1806 Graf

  - Reuß-Lobenstein
    - Fürst: Heinrich LIV. (1805–1824)

  - Reuß-Schleiz
    - Fürst: Heinrich XLII. (1784–1818) bis 1806 Graf

  - Sachsen
    - König: Friedrich August I. (1763–1827) bis 1806 Kurfürst

  - Sachsen-Coburg-Saalfeld
    - Herzog: Ernst I. (1806–1826)

  - Sachsen-Gotha-Altenburg
    - Herzog: August (1804–1822)

  - Sachsen-Hildburghausen
    - Herzog: Friedrich (1780–1826)

  - Sachsen-Meiningen
    - Herzog: Bernhard II. (1803–1866) unter Vormundschaft
    - Regentin: Louise Eleonore von Hohenlohe-Langenburg (1803–1822)

  - Sachsen-Weimar-Eisenach
    - Großherzog: Carl August (1758–1828) bis 1815 Herzog

  - Schaumburg-Lippe
    - Fürst: Georg Wilhelm (1787–1860) bis 1807 Graf

  - Schwarzburg-Rudolstadt
    - Fürst: Friedrich Günther (1807–1867)

  - Schwarzburg-Sondershausen
    - Fürst: Günther Friedrich Karl I. (1794–1835)

  - Waldeck und Pyrmont
    - Fürst: Georg II. (1813–1845)
      - Regierungspräsident: Carl Rudolf von Preen (1814–1823)

  - Württemberg
    - König: Friedrich I. (1797–30. Oktober 1816) (bis 1806 Herzog)
    - König Wilhelm I. (30. Oktober 1816–1864)
- Frankreich
  - König: Ludwig XVIII. (1814–1815, 1815–1824)
    - Präsident des Ministerrates: Armand Emmanuel du Plessis, duc de Richelieu (1815–1818, 1820–1821)
- Hessen-Homburg
  - Landgraf: Friedrich V. (1751–1806, 1815–1820)
- Italienische Staaten
  - Kirchenstaat
    - Papst: Pius VII. (1800–1810)  (1815–1823)

  - Lombardo-Venetien (Personalunion mit Österreich 1815–1859/66)
    - König: Franz (1815–1835)

  - Lucca
    - Herzogin: Maria Luisa (1815–1824)  tritt Regierung erst 1817 an

  - Massa und Carrara
    - Herzogin: Maria Beatrice (1790–1829)

  - Modena und Reggio
    - Herzog: Franz IV. (1814–1846)

  - Neapel (am 8. Dezember mit Sizilien zum Königreich beider Sizilien vereinigt)
    - König: Ferdinand IV. (1759–1806) (1815–1816)

  - Parma, Piacenza und Guastalla
    - Herzogin: Marie-Louise (1814–1847)

  - San Marino
    - Capitani Reggenti: Francesco Maria Belluzzi, Filippo Filippi (1. Oktober 1815–1. April 1816)
    - Capitani Reggenti: Camillo Bonelli, Pietro Berti (1806–1807, 1. April 1816–1. Oktober 1816, 1821–1822, 1825)
    - Capitani Reggenti: Luigi Giannini, Matteo Martelli (1. Oktober 1816–1. April 1817)

  - Sardinien
    - König: Viktor Emanuel I. (1802–1821)

  - Sizilien (am 8. Dezember mit Neapel zum Königreich beider Sizilien vereinigt)
    - Ferdinand III. (1759–1816)

  - Königreich beider Sizilien (gebildet aus Neapel und Sizilien am 8. Dezember)
    - König: Ferdinand I. (1816–1825)

  - Toskana
    - Großherzog: Ferdinand III. (1790–1801) (1814–1824)
- Krakau
  - Stadtoberhaupt: ?
- Monaco
  - Fürst: Honoré IV. (1814–1819)
- Montenegro (bis 1878 unter osmanischer Suzeränität)
  - Fürstbischof (Vladika): Petar I. Petrović-Njegoš (1782–1830)
- Niederlande
  - Herrscher: König Wilhelm I. (16. März 1815–1840)
- Osmanisches Reich
  - Sultan: Mahmud II. (1808–1839)
- Portugal
  - Königin: Maria I. (1777–1816) (1792 entmündigt) (1815–1816 Königin von Brasilien)
  - Regent: Johann Herzog von Braganza (1792–1816) (1816–1826 König von Portugal, 1815–1816 Regent von Brasilien, 1816–1822 König von Brasilien)
  - König: Johann VI. (1816–1826) (1792–1816 Regent von Portugal, 1815–1816 Regent von Brasilien, 1816–1822 König von Brasilien)
- Russland
  - Kaiser: Alexander I. (1801–1825)
- Schweden
  - König: Karl XIII. (1809–1818) (1814–1818 König von Norwegen)
- Spanien
  - König: Ferdinand VII. (1808, 1813–1833)
- Ungarn
  - König: Franz I. (1792–1835) (1792–1806 Kaiser, 1792–1835 König von Böhmen, 1815–1835 König von Lombardo-Venetien, 1792–1797 und 1799–1800 Herzog von Mailand, 1792–1804 Erzherzog von Österreich, 1804–1835 Kaiser von Österreich)
- Vereinigtes Königreich
  - Staatsoberhaupt:
    - König Georg III. (1801–1820, seit 1811 entmündigt) (1760–1801 König von Großbritannien und Irland, 1760–1806 Kurfürst von Braunschweig-Lüneburg,  1814–1820 König von Hannover)
    - Regent: Georg, Prince of Wales (1811–1820) (1820–1830 König des Vereinigten Königreichs, 1820–1830 König von Hannover)

  - Regierungschef: Premierminister Robert Jenkinson, 2. Earl of Liverpool (1812–1827)
- Walachei (unter osmanischer Oberherrschaft)
  - Fürst: Ioannis Georgios Karatzas (1812–1818)